# Mammaliaformes
Mammaliaformes ("hình dạng thú") là một nhánh chứa động vật có vú và các họ hàng gần đã tuyệt chủng của chúng. Phát sinh loài chính xác vẫn còn gây tranh cãi do sự thưa thớt các chứng cứ trong các mẫu hóa thạch. Tuy nhiên, người ta cho rằng Mammaliaformes bao gồm ba nhóm chính hay ba bộ: Multituberculata, dòng dõi của nhóm động vật tiền-động vật có vú sinh tồn trong khoảng từ 160 triệu năm trước (Ma) trong kỷ Jura và tuyệt chủng khoảng 35 Ma vào đầu thế Oligocen; Docodonta, bao gồm các họ hàng gần gũi nhau như Morganucodonta; và Symmetrodonta, nhánh cơ sở nhất của động vật có vú ngày nay. Mammaliaformes đã tiến hóa lên từ phân bộ Một răng chó (Cynodontia). Nhóm không phân hạng Probainognathia của nhánh Một răng chó thật sự (Eucynodontia) có lẽ đã tiến hóa thành các dạng mammaliaformes đầu tiên, nhưng nhánh Allotheria là quá khác biệt vì thế chúng có thể đã đến từ một nhóm hoàn toàn khác biệt của Cynodontia.

## Đặc trưng
Các dạng Mammaliformes ban đầu nói chung có hình dáng giống như động vật gặm nhấm về bề ngoài và kích thước, và phần lớn các đặc trưng để phân biệt của chúng thuộc về phần bên trong. Cụ thể, cấu trúc của quai hàm và sự sắp xếp các răng của Mammaliformes (và cả của Mammalia) là gần như đồng nhất. Thay vì có nhiều răng và thường xuyên thay thế thì chúng chỉ có một bộ răng sữa và sau này là một bộ răng khôn thay thế và trùng khớp vào vị trí của bộ răng sữa một cách chính xác. Người ta cho rằng điều này hỗ trợ cho việc nghiền thức ăn để làm cho chúng nhanh chóng trở thành dễ tiêu hóa. Do động vật máu nóng đòi hỏi nhiều năng lượng hơn "động vật máu lạnh" nên sự nhanh chóng tiêu hóa thức ăn là đòi hỏi cần thiết. Các dạng Mammaliaformes có lẽ là động vật ăn đêm.
Mammaliformes có một vài cấu trúc chung. Quan trọng nhất, chúng đã có các răng hàm chuyên biệt hóa cao, với các phần lồi lên và các phần bằng phẳng để nghiền thức ăn. Hệ thống này cũng là duy nhất ở động vật có vú còn sinh tồn, mặc dầu dường như nó đã tiến hóa hội tụ ở các dạng động vật tiền-động vật có vú nhiều lần.
Các đặc trưng tiết sữa và lông mao, cùng với các đặc trưng khác của động vật có vú, cũng được cho là đặc trưng cho Mammaliaformes, nhưng các đặc trưng này là khó để nghiên cứu trong các mẫu hóa thạch. Các dấu tích hóa thạch của Castorocauda lutrasimilis là ngoại lệ duy nhất.
Một số dạng Mammaliformes phi-động vật có vú vẫn duy trì một số dấu vết của bò sát. Một số dạng Mammaliformes có cách di chuyển tương tự như bò sát. Ngoài ra, những dạng Mammaliformes này vẫn còn một số xương tại hàm dưới tương tự như ở bò sát.

## Phát sinh loài
Biểu đồ nhánh này lấy theo Mikko Haaramo
|  | Sinoconodon    |
|  |                |
|  | Lufengoconodon |
|  |                |

|                               | Docodonta                                                |
|                               |                                                          |
| <font color="white">không tên | \| \| Hadrocodium \| \| \| \| \| \| Mammalia \| \| \| \| |
|                               | \| \| Hadrocodium \| \| \| \| \| \| Mammalia \| \| \| \| |
|                               | Hadrocodium                                              |
|                               |                                                          |
|                               | Mammalia                                                 |
|                               |                                                          |

|  | Hadrocodium |
|  |             |
|  | Mammalia    |
|  |             |

|                               | Docodonta                                                |
|                               |                                                          |
| <font color="white">không tên | \| \| Hadrocodium \| \| \| \| \| \| Mammalia \| \| \| \| |
|                               | \| \| Hadrocodium \| \| \| \| \| \| Mammalia \| \| \| \| |
|                               | Hadrocodium                                              |
|                               |                                                          |
|                               | Mammalia                                                 |
|                               |                                                          |

|  | Hadrocodium |
|  |             |
|  | Mammalia    |
|  |             |

|                               | Docodonta                                                |
|                               |                                                          |
| <font color="white">không tên | \| \| Hadrocodium \| \| \| \| \| \| Mammalia \| \| \| \| |
|                               | \| \| Hadrocodium \| \| \| \| \| \| Mammalia \| \| \| \| |
|                               | Hadrocodium                                              |
|                               |                                                          |
|                               | Mammalia                                                 |
|                               |                                                          |

|  | Hadrocodium |
|  |             |
|  | Mammalia    |
|  |             |

|                               | Docodonta                                                |
|                               |                                                          |
| <font color="white">không tên | \| \| Hadrocodium \| \| \| \| \| \| Mammalia \| \| \| \| |
|                               | \| \| Hadrocodium \| \| \| \| \| \| Mammalia \| \| \| \| |
|                               | Hadrocodium                                              |
|                               |                                                          |
|                               | Mammalia                                                 |
|                               |                                                          |

|  | Hadrocodium |
|  |             |
|  | Mammalia    |
|  |             |

|  | Sinoconodon    |
|  |                |
|  | Lufengoconodon |
|  |                |

|                               | Docodonta                                                |
|                               |                                                          |
| <font color="white">không tên | \| \| Hadrocodium \| \| \| \| \| \| Mammalia \| \| \| \| |
|                               | \| \| Hadrocodium \| \| \| \| \| \| Mammalia \| \| \| \| |
|                               | Hadrocodium                                              |
|                               |                                                          |
|                               | Mammalia                                                 |
|                               |                                                          |

|  | Hadrocodium |
|  |             |
|  | Mammalia    |
|  |             |

|                               | Docodonta                                                |
|                               |                                                          |
| <font color="white">không tên | \| \| Hadrocodium \| \| \| \| \| \| Mammalia \| \| \| \| |
|                               | \| \| Hadrocodium \| \| \| \| \| \| Mammalia \| \| \| \| |
|                               | Hadrocodium                                              |
|                               |                                                          |
|                               | Mammalia                                                 |
|                               |                                                          |

|  | Hadrocodium |
|  |             |
|  | Mammalia    |
|  |             |

|                               | Docodonta                                                |
|                               |                                                          |
| <font color="white">không tên | \| \| Hadrocodium \| \| \| \| \| \| Mammalia \| \| \| \| |
|                               | \| \| Hadrocodium \| \| \| \| \| \| Mammalia \| \| \| \| |
|                               | Hadrocodium                                              |
|                               |                                                          |
|                               | Mammalia                                                 |
|                               |                                                          |

|  | Hadrocodium |
|  |             |
|  | Mammalia    |
|  |             |

|                               | Docodonta                                                |
|                               |                                                          |
| <font color="white">không tên | \| \| Hadrocodium \| \| \| \| \| \| Mammalia \| \| \| \| |
|                               | \| \| Hadrocodium \| \| \| \| \| \| Mammalia \| \| \| \| |
|                               | Hadrocodium                                              |
|                               |                                                          |
|                               | Mammalia                                                 |
|                               |                                                          |

|  | Hadrocodium |
|  |             |
|  | Mammalia    |
|  |             |

|  | Sinoconodon    |
|  |                |
|  | Lufengoconodon |
|  |                |

|                               | Docodonta                                                |
|                               |                                                          |
| <font color="white">không tên | \| \| Hadrocodium \| \| \| \| \| \| Mammalia \| \| \| \| |
|                               | \| \| Hadrocodium \| \| \| \| \| \| Mammalia \| \| \| \| |
|                               | Hadrocodium                                              |
|                               |                                                          |
|                               | Mammalia                                                 |
|                               |                                                          |

|  | Hadrocodium |
|  |             |
|  | Mammalia    |
|  |             |

|                               | Docodonta                                                |
|                               |                                                          |
| <font color="white">không tên | \| \| Hadrocodium \| \| \| \| \| \| Mammalia \| \| \| \| |
|                               | \| \| Hadrocodium \| \| \| \| \| \| Mammalia \| \| \| \| |
|                               | Hadrocodium                                              |
|                               |                                                          |
|                               | Mammalia                                                 |
|                               |                                                          |

|  | Hadrocodium |
|  |             |
|  | Mammalia    |
|  |             |

|                               | Docodonta                                                |
|                               |                                                          |
| <font color="white">không tên | \| \| Hadrocodium \| \| \| \| \| \| Mammalia \| \| \| \| |
|                               | \| \| Hadrocodium \| \| \| \| \| \| Mammalia \| \| \| \| |
|                               | Hadrocodium                                              |
|                               |                                                          |
|                               | Mammalia                                                 |
|                               |                                                          |

|  | Hadrocodium |
|  |             |
|  | Mammalia    |
|  |             |

|                               | Docodonta                                                |
|                               |                                                          |
| <font color="white">không tên | \| \| Hadrocodium \| \| \| \| \| \| Mammalia \| \| \| \| |
|                               | \| \| Hadrocodium \| \| \| \| \| \| Mammalia \| \| \| \| |
|                               | Hadrocodium                                              |
|                               |                                                          |
|                               | Mammalia                                                 |
|                               |                                                          |

|  | Hadrocodium |
|  |             |
|  | Mammalia    |
|  |             |

|  | Sinoconodon    |
|  |                |
|  | Lufengoconodon |
|  |                |

|                               | Docodonta                                                |
|                               |                                                          |
| <font color="white">không tên | \| \| Hadrocodium \| \| \| \| \| \| Mammalia \| \| \| \| |
|                               | \| \| Hadrocodium \| \| \| \| \| \| Mammalia \| \| \| \| |
|                               | Hadrocodium                                              |
|                               |                                                          |
|                               | Mammalia                                                 |
|                               |                                                          |

|  | Hadrocodium |
|  |             |
|  | Mammalia    |
|  |             |

|                               | Docodonta                                                |
|                               |                                                          |
| <font color="white">không tên | \| \| Hadrocodium \| \| \| \| \| \| Mammalia \| \| \| \| |
|                               | \| \| Hadrocodium \| \| \| \| \| \| Mammalia \| \| \| \| |
|                               | Hadrocodium                                              |
|                               |                                                          |
|                               | Mammalia                                                 |
|                               |                                                          |

|  | Hadrocodium |
|  |             |
|  | Mammalia    |
|  |             |

|                               | Docodonta                                                |
|                               |                                                          |
| <font color="white">không tên | \| \| Hadrocodium \| \| \| \| \| \| Mammalia \| \| \| \| |
|                               | \| \| Hadrocodium \| \| \| \| \| \| Mammalia \| \| \| \| |
|                               | Hadrocodium                                              |
|                               |                                                          |
|                               | Mammalia                                                 |
|                               |                                                          |

|  | Hadrocodium |
|  |             |
|  | Mammalia    |
|  |             |

|                               | Docodonta                                                |
|                               |                                                          |
| <font color="white">không tên | \| \| Hadrocodium \| \| \| \| \| \| Mammalia \| \| \| \| |
|                               | \| \| Hadrocodium \| \| \| \| \| \| Mammalia \| \| \| \| |
|                               | Hadrocodium                                              |
|                               |                                                          |
|                               | Mammalia                                                 |
|                               |                                                          |

|  | Hadrocodium |
|  |             |
|  | Mammalia    |
|  |             |